# Лейчик, Владимир Моисеевич
Влади́мир Моисе́евич Ле́йчик (6 ноября 1928, Одесса — 23 июля 2013, Москва) — советский и российский лингвист, терминовед, лексиколог, лексикограф. Доктор филологических наук (1989), профессор ГИРЯ им. А. С. Пушкина.

## Биография
Окончил романо-германское отделение филологического факультета МГУ им. М. В. Ломоносова по специальности «Французский язык». В 1964 году защитил кандидатскую диссертацию «Сложные имена существительные в современном французском языке», в 1989 году — докторскую диссертацию «Предмет, методы и структура терминоведения».
В Государственном институте русского языка имени А. С. Пушкина работал с 2001 года профессором кафедры общего и русского языкознания.
Академик РАЕН.
В сферу научных интересов входили: общее терминоведение; лексикология, фразеология и стилистика русского и французского языков; сопоставительное изучение славянских языков.

## Основные работы
Автор более 700 научных публикаций.

### Книги
- «Люди и слова: как рождаются и живут слова в русском языке» (М., 1982; в сер. «Литературоведение и языкознание»; 2-е изд. 2009);
- «Терминоведение: предмет, методы, структура» (3-е изд. 2007; 4-е изд. 2009);
- «Номенклатурные наименования как класс научно-технической лексики» (М., 2008)

### Статьи
- «Оптимальная длина и оптимальная структура термина» // «Вопросы языкознания», 1981, № 2
- «О языковом субстрате термина» // «Вопросы языкознания», 1986, № 5
- «Смена стилистической системы в современном русском языке» // «Избранные аспекты изучения русского языка и литературы» (1998)
- «Язык и культура — многоаспектный анализ проблемы» // «Вестник МАПРЯЛ», 2002, № 34.

## Награды и звания
- Медаль «За доблестный труд». 1970.
- Медаль «Ветеран труда».
- Почётное звание и знак «Рыцарь науки и искусств» Российской академии естественных наук.
- Диплом международной организации «Инфотерм». Австрия.